# Kilinochchi
Cette page contient des caractères spéciaux ou non latins. S’ils s’affichent mal (▯, ?, etc.), consultez la page d’aide Unicode.
Killinochchi (en tamoul : கிளிநொச்சி, en cingalais : කිලිනොචචිය, translittération scientifique : Kilinocci) est une  ville du Sri Lanka, dans le District de Kilinochchi, qui fait partie de la Province du Nord. Killinochchi est située sur la route A9 à environ 100 km au sud-est de Jaffna. C'était le centre administratif des LTTE (les Tigres tamouls) jusqu'au 2 janvier 2009, date à laquelle les troupes de l'Armée sri-lankaise ont repris la ville.

## Histoire
On y a trouvé des colonnes en pierre datant du Ier siècle ap. J.-C. et les ruines d'un "Lumbini" vihara bouddhiste est trouvé ici. Le site figure dans les rapports du commissaire archéologique. Kilinochchi est à 100 km au sud de Nallur, ville autrefois florissante, sur la côte de la lagune de Jaffna.

## Guerre civile au Sri Lanka
En 1990 le LTTE s'était emparée de la ville d'où l'armée avait retiré ses garnisons. L'armée a repris la région grâce aux opérations Sathjaya I, II et III en septembre 1996. La ville est de nouveau tombée entre les mains des LTTE en septembre 1998 et ils en ont fait leur centre administratif jusqu'à la bataille de Kilinochchi du 2 janvier 2009 qui les a forcés à l'évacuer.

## Démographie
La population locale de Kilinochchi est constituée en majorité de Tamouls sri-lankais. Le nombre d'habitants du district de Kilinochchi est estimée à 195 812 en 2007.

## Économie
Depuis les temps préhistoriques Kilinochchi est une des principales zones agricoles de l'île. le Réservoir d'Iranamadu (Ranamaduva), le Kanakampikai Kulam (lac) et le Kilinochchi Kulam sont les principales source d'irrigation pour le paddy et diverses autres cultures.

## Transport
Kilnochchi possède une gare désaffectée sur le réseau de Chemin de fer gouvernemental du Sri Lanka

## Référence de traduction
- (en) Cet article est partiellement ou en totalité issu de l’article de Wikipédia en anglais intitulé « Kilinochchi » (voir la liste des auteurs).